# RealMedia
RealMedia — мультимедійний формат, розроблений RealNetworks. Зазвичай використовується для зберігання потокового RealVideo, RealAudio, також часто використовується для потокової трансляції через Інтернет.
Цей формат може зберігати тільки потік даних з постійною швидкістю передачі бітів (CBR), для зберігання даних із змінною швидкістю передачі бітів (VBR) використовуються RMVB контейнери.

## Застосування
Файли RealMedia зазвичай мають розширення *.RM, *.RAM або *.RMVB. У цьому форматі можна зустріти музику і відео в мережі Інтернет або в західних кабельних каналах. У середовищі смартфонів і стільникових телефонів цей стандарт підтримують апарати Nokia і Sony Ericsson.
Програм для перекодування з realmedia в інші формати існує багато, але найвідоміші — це Adobe Premiere, Quicktime PRO і Real HELIX Producer, RealProducer Plus.

## Основні переваги
- З усіх існуючих стандартів мовлення до 6 версії залишався єдиним, який дозволяв здійснювати довільне «перемотування» по осі часу файлів на http сервері, у тому числі і при роботі через проксі. Це зумовило активне викладання користувачами RealMedia файлів на дешевих і безкоштовних хостингах. У міру розвитку інших форматів мовлення і, особливо, Flash Player'a, а також у міру розвитку надаваних послуг хостингу, дану перевагу повністю зійшло нанівець;
- Прийнятні якість зображення і розбірливість мови при наднизьких бітрейтах відеопотоку. Маленький розмір вихідного файлу — це насамперед низький трафік, необхідний для його трансляції по каналах зв'язку, тому як стандарт де-факто RealMedia тримався вельми довго. Поява кодеків h.264 і AAC, що забезпечують при тому ж бітрейті істотно кращу якість зображення і звуку, зробило RealMedia неактуальним;
- Низькі процесорні потужності, необхідні для відтворення потоку з низьким бітрейтом;
- 100% сумісність старих файлів і потоків з новими версіями плеєра;
- Можливість включення в потік слайд-шоу, текстової інформації, інтерактивних елементів. Функціональність RealMedia потоку ранніх версій значно перевищувала таку у конкурентів і, теоретично, дозволяла створювати не менш розвинені інтерфейсні проекти, ніж нинішній (версії 8+) Flash.

## Основні недоліки
- Низька якість зображення навіть в порівнянні з застарілими версіями Divx;
- Фірмовий плеєр RealPlayer при установці і кожному наступному запуску прописує в автозавантаження багато "сміття".
- Відсутність локалізацій плеєра для багатьох мов;
- Відсутність офіційного кодека, здатного працювати через інтерфейс DirectShow. У поєднанні з попереднім недоліком робить малозастосовним на повністю багатомовних сайтах;
- Довгий час не існувало версії плеєра під UNIX / Linux. Існуючі ж нині версії неповнофункціональні за відгуками багатьох користувачів;
- Закритість формату.